# Sunyani
Sunyani je město na západě Ghany. Je správním centrem regionu Bono a má přibližně 70 000 obyvatel. Nachází se v oblasti Southern Ashanti Uplands v nadmořské výšce okolo 300 metrů.
Město vzniklo v devatenáctém století jako základna pro lovce slonů (název pochází ze slova Osono, které v akanštině znamená slona) a v roce 1924 se stalo sídlem koloniálních úřadů. V okolí se pěstuje kakaovník, ledvinovník západní, kolovník zašpičatělý, smldinec a kukuřice. Město je střediskem obchodu a finančnictví, sídlí zde farmaceutická firma African Global Pharma Limited. Sunyani má také tři nemocnice a v roce 1967 zde byl založen polytechnický institut. Ve městě se nachází anglikánská katedrála svatého Anselma z Canterbury. Vede odsud silnice do Kumasi a v roce 1974 bylo otevřeno letiště. Významný je i turistický ruch – blízko města leží vodopády Kintampo a opičí rezervace Boabeng-Fiema.
Sídlí zde fotbalový klub BA Stars FC.
Partnerským městem je Tuscaloosa v USA.